# Franko
Franko je moško osebno ime.

## Izvor imena
Ime Franko je različica moškega osebnega imena Frančišek.

## Pogostost imena
Po podatkih Statističnega urada Republike Slovenije je bilo na dan 31. decembra 2007 v Sloveniji število moških oseb z imenom Franko: 406.

## Osebni praznik
V koledarju je ime Franko skupaj z imenom Frančišek.